# Олів'є Венью
Олів'є Венью (фр. Olivier Veigneau, нар. 13 липня 1985, Сюрен) — французький футболіст, що грав на позиції захисника.
Виступав, зокрема, за клуб «Нант», а також молодіжну збірну Франції.

## Клубна кар'єра
У дорослому футболі дебютував 2005 року виступами за команду «Монако», в якій провів один сезон, взявши участь у 21 матчі чемпіонату. 
Згодом з 2006 по 2011 рік грав у складі команд «Ніцца», «Монако» та «Дуйсбург».
Своєю грою за останню команду привернув увагу представників тренерського штабу клубу «Нант», до складу якого приєднався 2011 року. Відіграв за команду з Нанта наступні чотири сезони своєї ігрової кар'єри. Більшість часу, проведеного у складі «Нанта», був основним гравцем захисту команди.
Протягом 2015—2020 років захищав кольори клубу «Касимпаша».
Завершив ігрову кар'єру у команді «Ле-Ман», за яку виступав протягом 2020—2021 років.

## Виступи за збірну
Протягом 2005–2006 років залучався до складу молодіжної збірної Франції. На молодіжному рівні зіграв у 8 офіційних матчах.